# 環境影響評価法
環境影響評価法（かんきょうえいきょうひょうかほう、平成9年6月13日法律第81号）は、日本における環境影響評価（環境アセスメント）の手続きに関する法律である。別名、環境アセスメント法。
1997年（平成9年）6月13日に公布。

## 概要
大規模公共事業など環境に大きな影響を及ぼすおそれのある事業について、その事業（公共事業のみならず民間事業者によるものも含む。）を実施する事業者自らが環境への影響を予測評価し、その結果に基づいて事業を回避し、または事業の内容をより環境に配慮したものとしていく環境アセスメントについての手続きを定めた法律である。
1981年に環境影響評価法案として国会に提出されたが、1983年に廃案となる。1984年に「環境影響評価の実施について」が閣議決定された。
1993年に制定された環境基本法において環境アセスメントの実施が位置づけられ、1997年6月に環境影響評価法が成立した。
2011年（平成23年）の改正により、事業実施段階前の戦略的環境アセスメント(SEA;Strategic Environment Assessment)として、「配慮書」手続きが導入された。
アセス法ともいい、道路、河川工事、鉄道、埋立て、発電所等の後述する13種類の事業が対象とされる。

## 構成
- 第1章 - 総則（第1条～第3条）
- 第2章 - 方法書の作成前の手続
  - 第1節 - 配慮書（第3条の2〜第3条の10）
  - 第2節 - 第二種事業に係る判定（第4条）
- 第3章 - 方法書（第5条～第10条）
- 第4章 - 環境影響評価の実施等（第11条～第13条）
- 第5章 - 準備書（第14条～第20条）
- 第6章 - 評価書 
  - 第1節 - 評価書の作成等（第21条～第24条）
  - 第2節 - 評価書の補正等（第25条～第27条）
- 第7章 - 対象事業の内容の修正等（第28条～第30条）
- 第8章 - 評価書の公告及び縦覧後の手続（第31条～第38条の5）
- 第9章 - 環境影響評価その他の手続の特例等 
  - 第1節 - 都市計画に定められる対象事業等に関する特例（第38条の6～第46条）
  - 第2節 - 港湾計画に係る環境影響評価その他の手続（第47条～第48条）
- 第10章 - 雑則（第49条～第62条）
- 附則

## 総則

### 目的
土地の形状の変更、工作物の新設等の事業を行う事業者がその事業の実施に当たりあらかじめ環境影響評価を行うことが環境の保全上極めて重要であることにかんがみ、環境影響評価について国等の責務を明らかにするとともに、規模が大きく環境影響の程度が著しいものとなるおそれがある事業について環境影響評価が適切かつ円滑に行われるための手続その他所要の事項を定め、その手続等によって行われた環境影響評価の結果をその事業に係る環境の保全のための措置その他のその事業の内容に関する決定に反映させるための措置をとること等により、その事業に係る環境の保全について適正な配慮がなされることを確保し、もって現在及び将来の国民の健康で文化的な生活の確保に資することを目的とする。（第1条）

### 定義
「環境影響評価」とは、事業の実施が環境に及ぼす影響について環境の構成要素に係る項目ごとに調査、予測、評価を行い、その事業の環境保全の措置を検討し、環境影響を総合的に評価することをいう。（第2条第1項）
「第一種事業」、「第二種事業」の内容および規模を規定している。「対象事業」は、第一種事業と第二種事業のうち第4条に定めるスクリーニングの手続きにより環境アセスメントを実施することとなった事業である。（→#対象事業）（第2条第2～4項）

### 国等の責務
国、地方公共団体、事業者及び国民は、環境影響評価の重要性を深く認識して、環境影響評価の手続が適切かつ円滑に行われ、事業実施による環境負荷をできる限り回避・低減すること等の環境保全の配慮が適正に行う。（第3条）

## 配慮書
第3条の2では、第一種事業の実施者は事業に係る計画の立案の段階において、環境の保全のために配慮すべき事項（「計画段階配慮事項」）について、検討を行わなければならないと規定している。
第二種事業の場合には、配慮書の手続きを任意で行うことができる。（第3条の9）

## スクリーニング
第4条では、第二種事業について、本法律に基づく環境アセスメントを行うかどうかを判定する手続き（スクリーニング）について規定している。
第二種事業を実施しようとする者は、その事業の許認可を行う行政機関（許認可権者）に事業の実施区域や概要の届出を行い、許認可権者は、都道府県知事に意見を聴いて、届出から60日以内に環境アセスメントを行うかどうか判定を行い、実施者に通知する。

## 方法書
第5条から第10条までは、「方法書」についての手続きを規定している。方法書は、対象事業に係る環境影響評価の項目並びに調査、予測及び評価の手法等当該事業の環境アセスメントの方法を記すものである。
事業者は方法書を作成し、以下を行う義務を有する。
- 方法書を関係都道府県知事および関係市町村長に送付すること（第6条）
- 方法書を公告し、公告の日から起算して１ヶ月間縦覧すること（第7条）
  - （方法書に意見を有する者は、縦覧満了の日から2週間まで意見書を提出することが出来る。）（第8条）
- 意見書で述べられた意見の概要を記載した書類を関係都道府県知事および関係市町村長に送付すること（第9条）

関係都道府県知事は、関係市町村の意見を聴いて、90日以内に事業者に対し、方法書について環境保全の見地からの意見を書面により述べることができる。（第10条）

## 環境影響評価の実施等
事業者が、方法書についての都道府県知事等の意見が述べられたときには、これを勘案して環境影響評価の項目並びに調査、予測および評価の手法を選定すること（第11条第1項）、その項目および手法に基づき環境影響評価を行うこと（第12条）を規定している。
なお、対象事業の特性に応じた環境影響評価の項目並びに調査、予測及び評価の手法等について、意見を求め定めていく、第5条から第11条に掛けての手続きのことを「スコーピング」というが、このスコーピングの指針について、主務大臣が環境大臣と協議して定めること（第11条第3項）、環境大臣は、主務大臣が定めるべき指針に関する基本的事項を定めて公表すること（第13条）を定めている。

## 準備書
第14条から第20条までは、「準備書」についての手続きを規定している。準備書は、事業者が対象事業に係る環境影響評価を行った後、その環境影響評価結果等について記載したものである。
事業者は準備書を作成し、以下を行う義務を有する。
- 関係都道府県知事および関係市町村長へ準備書および要約書を送付する（第15条）
- 準備書および要約書を公告し、関係地域内において公告の日から1ヶ月間縦覧する（第16条）
- 準備書の記載事項の説明会を開催する。開催予定日の1週間前までに公告する。（第17条）
  - （準備書に意見を有する者は、縦覧満了の日から2週間まで意見書を提出することが出来る。）（第18条）
- 意見書で述べられた意見の概要および事業者の見解を記載した書類を関係都道府県知事および関係市町村長に送付すること（第19条）

関係都道府県知事は、関係市町村の意見を聴いて、120日以内に事業者に対し、意見書について環境保全の見地からの意見を書面により述べることができる。（第20条）

## 評価書
事業者は、準備書についての関係都道府県知事等の意見に対して準備書に検討を加え、修正が必要であると認めるときは修正の区分に応じて措置を講じたうえで、評価書を作成し、作成した評価書を許認可等権者に送付しなければならない。（第21条、第22条第1項）
許認可等権者は、環境大臣に評価書の写しを送付して意見を求めることが出来る。これに対して、環境大臣は意見を書面により述べることが出来る。許認可等権者は、環境大臣の意見を勘案し、事業者へ意見を書面で述べることが出来る。（第22条第2項、第23条、第24条）

## 対象事業
- 環境アセスメントの対象事業は以下の13事業である。そのうち規模が大きいものを第一種事業、これに準ずる大きさの手続きを行うか否かを個別に判断する第二種事業を定めている。また、地方公共団体において独自の環境アセスメント制度が存在しており、法の対象外の事業（廃棄物処理施設等）について環境アセスメントの義務付けもされている。
- 1.道路
  - 第一種事業
    - 高速自動車道 - すべて
    - 首都高速道路など - 4車線以上のもの
    - 一般国道 - 4車線・10km以上
    - 大規模林道 - 幅員6.5m以上・20km以上

  - 第二種事業
    - 一般国道 - 4車線以上・7.5km～10km
    - 大規模林道 - 幅員6.5m以上・15km～20km
- 2.河川
  - 第一種事業
    - ダム、堰 - 湛水面積100ha以上
    - 放水路、湖沼開発 - 土地改変面積100ha以上

  - 第二種事業
    - ダム、堰 - 湛水面積75ha～100ha
    - 放水路、湖沼開発 - 土地改変面積75ha～100ha
- 3.鉄道
  - 第一種事業
    - 新幹線鉄道 - すべて
    - 鉄道、軌道 - 長さ10km以上

  - 第二種事業
    - 鉄道、軌道 - 長さ7.5km～10km
- 4.飛行場
  - 第一種事業 - 滑走路長2500m以上
  - 第二種事業 - 滑走路長1875m～2500m
- 5.発電所
  - 第一種事業
    - 水力発電所 - 出力3万kW以上
    - 火力発電所 - 出力15万kW以上
    - 地熱発電所 - 出力1万kW以上
    - 原子力発電所 - すべて
    - 太陽電池発電所 - 出力4万kW以上
    - 風力発電所 - 出力1万kW以上

  - 第二種事業
    - 水力発電所 - 出力2.25万kW～3万kW
    - 火力発電所 - 出力11.25万kW～15万kW
    - 地熱発電所 - 出力7500kW～1万kW
    - 太陽電池発電所 - 出力3万～4万kW
    - 風力発電所 - 出力7500kW～1万kW
- 6.廃棄物最終処分場
  - 第一種事業 - 面積30ha以上
  - 第二種事業 - 面積25ha～30ha
- 7.埋立て、干拓
  - 第一種事業 - 面積50ha超
  - 第二種事業 - 面積40ha～50ha
- 8.土地区画整理事業
  - 第一種事業 - 面積100ha以上
  - 第二種事業 - 面積75ha～100ha
- 9.新住宅市街地開発事業
  - 第一種事業 - 面積100ha以上
  - 第二種事業 - 面積75ha～100ha
- 10.工業団地造成事業
  - 第一種事業 - 面積100ha以上
  - 第二種事業 - 面積75ha～100ha
- 11.新都市基盤整備事業
  - 第一種事業 - 面積100ha以上
  - 第二種事業 - 面積75ha～100ha
- 12.流通業務団地造成事業
  - 第一種事業 - 面積100ha以上
  - 第二種事業 - 面積75ha～100ha
- 13.宅地の造成の事業
  - 第一種事業 
    - 住宅・都市整備公団 - 面積100ha以上
    - 地域振興整備公団 - 面積100ha以上

  - 第二種事業
    - 住宅・都市基盤公団 - 面積75ha～100ha
    - 地域振興整備公団 - 面積75ha～100ha